# Flacillula lubrica
Flacillula lubrica là một loài nhện trong họ Salticidae.
Loài này thuộc chi Flacillula. Flacillula lubrica được Eugène Simon miêu tả năm 1901.